# Xystrologa fulvicolor
Xystrologa fulvicolor är en fjärilsart som beskrevs av Edward Meyrick 1919. Xystrologa fulvicolor ingår i släktet Xystrologa och familjen äkta malar.
Artens utbredningsområde är Guyana. Inga underarter finns listade i Catalogue of Life.